# Fortaleza dos Valos
Fortaleza dos Valos är en kommun i Brasilien.   Den ligger i delstaten Rio Grande do Sul, i den södra delen av landet, 1 600 km söder om huvudstaden Brasília. Antalet invånare är 4 577.
Trakten runt Fortaleza dos Valos består till största delen av jordbruksmark. Runt Fortaleza dos Valos är det glesbefolkat, med 14 invånare per kvadratkilometer.